# Rhodaniridogorgia fragilis
Rhodaniridogorgia fragilis is een zachte koraalsoort uit de familie Chrysogorgiidae. De koraalsoort komt uit het geslacht Rhodaniridogorgia. Rhodaniridogorgia fragilis werd in 2007 voor het eerst wetenschappelijk beschreven door Watling.